# شو شیموجی
شو شیموجی (انگلیسی: Sho Shimoji؛ زادهٔ ۲ اوت ۱۹۸۵) بازیکن فوتبال اهل ژاپن است.
از باشگاه‌هایی که در آن بازی کرده‌است می‌توان به باشگاه فوتبال ساگان توسو اشاره کرد.